# Kochstreichwurst
Kochstreichwurst ist eine Wurstart. Sie gehört zu den Kochwürsten und zeichnet sich durch ihre Konsistenz im erkalteten Zustand aus, der durch erstarrtes Fett oder zusammenhängend koaguliertes Lebereiweiß bestimmt ist.
Grundsätzlich unterscheidet man Pasteten und Leberwürste, die allgemein einen Leberanteil von 10 Prozent bis 30 Prozent besitzen. Ausnahmen in der Rezeptur mit höheren oder niedrigeren Anteilen sind möglich. Beispiele für diese sind:
- Leberparfait, Gänseleberpastete, Filetpastete, Wildpastete, Zungenpastete

Nach dem Deutschen Lebensmittelbuch gehören auch Kochmettwürste zu dieser Wurstart.